# Yoshiaki Demachi
Yoshiaki Demachi (jap. 出町 嘉明 Demachi Yoshiaki; * 18. August 1943; † 19. Januar 1978) war ein japanischer Eisschnellläufer.
Demachi nahm von 1961 bis 1968 meist an nationalen Rennen teil und wurde dabei im Jahr 1964 japanischer Juniorenmeister im Kleinen Vierkampf. International startete er nur in der Saison 1967/68. Dabei belegte bei den Olympischen Winterspielen 1968 in Grenoble den 22. Platz über 10.000 m sowie den 21. Rang über 5000 m und holte bei der Winter-Universiade 1968 in Innsbruck die Bronzemedaille über 5000 m. Zudem kam er dort auf den fünften Platz über 3000 m. Seine beste Platzierung bei japanischen Mehrkampfmeisterschaften erreichte er im Jahr 1967 mit dem vierten Platz.

## Persönliche Bestzeiten
| Disziplin | Zeit        | Datum             | Ort       |
| --------- | ----------- | ----------------- | --------- |
| 500 m     | 46,5 s      | 21. Februar 1967  | Karuizawa |
| 1500 m    | 2:16,0 min  | 21. Februar 1967  | Karuizawa |
| 3000 m    | 4:45,5 min  | 23. Januar 1968   | Innsbruck |
| 5000 m    | 7:53,1 min  | 15. Dezember 1967 | Tomakomai |
| 10.000 m  | 16:24,4 min | 22. Februar 1967  | Karuizawa |